# Arthur Napiontek
Arthur Michael Napiontek (ur. 23 lipca 1987 w Port Angeles) – amerykański aktor, model i scenarzysta.

## Życiorys

### Wczesne lata
Urodził się w Port Angeles w stanie Waszyngton jako syn Judi (z domu Getz) i Arthura Napiontka. Jego rodzina była pochodzenia polsko-niemiecko-irlandzko-szkockiego. Jako nastolatek większość swojego wolnego czasu poświęcał piłce nożnej i zapasom, ćwiczył też na siłowni.

### Kariera
W wieku osiemnastu lat został odkryty przez Bruce’a Webera i jako model wziął udział w profesjonalnej sesji zdjęciowej dla „Abercrombie & Fitch”. Następnie wystąpił w kampanii reklamowej bielizny męskiej Hanes. Wkrótce zadebiutował przez kamerami w roli Gavina w 27-minutowej komedii Nora Breaks Free (2006) u boku Douga Jonesa. Dostał się też do obsady telewizyjnej parodii seriali młodzieżowych Not Another High School Show (2007), komedii sensacyjnej Boski chillout (Pineapple Express, 2008) z Jamesem Franco i Sethem Rogenem oraz horroru The Brotherhood V: Alumni (2009).
Rozpoznawalność przyniosły jemu seriale: ABC Family Greek (2011), HBO Czysta krew (True Blood, 2012), Fox Mulaney (2014) jako sprytny Andre i HBO Spojrzenia (Looking, 2015).

## Filmografia
| Rok  | Tytuł                                                 | Rola                    | Reżyser                  |
| ---- | ----------------------------------------------------- | ----------------------- | ------------------------ |
| 2006 | Nora Breaks Free (film krótkometrażowy)               | Gavin                   | Gabriel Renfro           |
| 2007 | Not Another High School Show (TV)                     | Chad                    | Joel Gallen              |
| 2008 | Boski chillout (Pineapple Express)                    | Clark                   | David Gordon Green       |
| 2009 | The Brotherhood V: Alumni                             | Ted Jones               | David DeCoteau           |
| 2011 | Boys from the Bar (film krótkometrażowy)              | Jeff                    | Brett Davis, Roger Davis |
| 2013 | Bike Cops Van Nuys (TV)                               | Conner                  | Max Decker               |
| 2014 | Who Took My Cherry (film krótkometrażowy)             | Nathan                  | Dan Levy Dagerman        |
| 2015 | Switch Hitter (film krótkometrażowy)                  | Ben                     | Dan Levy Dagerman        |
| 2015 | The Strangeness of Coming Home (film krótkometrażowy) | David                   | Alexander Collins        |
| 2016 | All Out Dysfunktion!                                  | Donut                   | Ryan LeMasters           |
| 2016 | Atomic Couple! (film krótkometrażowy)                 | sierżant Ripper         | Rodrigo Espinosa Marvan  |
| 2016 | Wrong Swipe (Swipe)                                   | Jake                    | Matthew Leutwyler        |
| 2017 | The Suitcase (film krótkometrażowy)                   | szorstki strażnik       | Abi Damaris Corbin       |
| 2017 | The Best People                                       | Art                     | Dan Levy Dagerman        |
| 2017 | Fatties: Take Down the House (wideo)                  | Brad                    | Bob Gordon               |
| 2018 | Megan (film krótkometrażowy)                          | sierżant „Sniper” Jones | Greg Strasz              |
| 2018 | The Wedding Scene (film krótkometrażowy)              | Date                    | Dan Levy Dagerman        |
| 2019 | First Contact                                         | żołnierz                | Jean de Meuron           |
| 2020 | Joyner Lucas: Revenge (wideo krótkometrażowy)         | Red                     | Joyner Lucas, Ben Proulx |